# Joseph Green (regista)
Joseph Green, nato Yoysef Grinberg (Łódź, 23 aprile 1900 – New York, 20 giugno 1996), è stato un regista, produttore cinematografico e attore polacco naturalizzato statunitense.
Emigrato negli Stati Uniti da Łódź, in Polonia (che, all'epoca, faceva parte dell'Impero russo), inglesizzò il suo nome in Joseph Green. Con i suoi film in yiddish, mostrò la vita nello shtetl, le comunità ebraiche dell'Europa orientale e della Polonia, prima della seconda guerra mondiale.

## Filmografia

### Regista
- Yidl mitn fidl, co-regia di Jan Nowina-Przybylski (1936)
- Der Purimshpiler, co-regia di Jan Nowina-Przybylski (1937)
- A Brivele der mamen, co- regia di Leon Trystan (1938)
- Mamele, co-regia di Konrad Tom (1938)
- Il cervello che non voleva morire

### Produttore
- Yidl mitn fidl, regia di Joseph Green e Jan Nowina-Przybylski (1936)
- Der Purimshpiler, regia di Joseph Green e Jan Nowina-Przybylski (1937)
- A Brivele der mamen, regia di Joseph Green e Leon Trystan (1938)
- Mamele, regia di Joseph Green e Konrad Tom (1938)

### Attore
- Il cantante di jazz
- Joseph in the Land of Egypt
- A Daughter of Her People, regia di Henrik Galeen e George Roland (1933)